# Kung Fu Wa
Kung Fu Wa (en chino: 天真与功夫袜) es una serie de televisión animada creada por UYoung Media y Tencent. El grupo demográfico objetivo son los niños de seis a nueve años. La primera temporada se estrenó el 3 de agosto de 2021 en China y el 11 de abril de 2022 en Latinoamérica y la plataforma de MAX a partir de 27 de febrero de 2024.

## Sinopsis
Tee-Zeng tiene una identidad secreta. Ella se convierte en una heroína de kung-fu que lucha contra el mal y protege su ciudad. Su superpoder se lo otorga su calcetín parlante que, de hecho, es un maestro de kung-fu, que por cierto se llama "Maestro Patada" que viajó en el tiempo desde la antigua China. Pero al principio no se tenían confianza, pero al paso del tiempo se hicieron unos buenos compañeros de batalla. 

## Personajes
- Tee Zeng/Chica Kung-Fu, una niña de ocho años de edad que vive sola con su mamá, y cuando un kwei ataca la la Isla Estrellada se transforma en la Chica Kung Fu para encerrar a todos los kwei en el pergamino.
- Maestro Patada/Calcetín Kung Fu, un maestro de kung-fu que se transformó en un calcetín, y se vuelve amigo de Tee Zeng.
- Hiro Hao/Héroe de la Espada, uno de los amigos de Tee Zeng, quien se transforma en el Héroe de la Espada, el y la Chica Kung Fu no se llevan bien al principio, pero poco a poco ve van conociendo y trabajando en equipo.
- Min, la mejor amiga de Tee-Zeng.
- Manipulance, el villano principal que se convierte en unos lentes de sol, quien trata de derrotar al Maestro Patada, y el quien liberó todos los kwei del pergamino.

## Reparto (original)
Estos siguientes actores hacen las voces de los personajes en la versión original (en chino):
- Tee Zeng - Zhou Zhou
- Maestro Patada - Fu Bowen
- Hiro Hao - Jiasi Li
- Min - Mu Qiu
- Manipulance - Zhankun Zhang